# Lilla Hornspillern
Lilla Hornspillern är en sjö i Finspångs kommun i Östergötland och ingår i Motala ströms huvudavrinningsområde. Sjön har en area på 0,108 kvadratkilometer och ligger 69,5 meter över havet.

## Delavrinningsområde
Lilla Hornspillern ingår i det delavrinningsområde (651875-148919) som SMHI kallar för Mynnar i Emmaån. Medelhöjden är 72 meter över havet och ytan är 6,92 kvadratkilometer. Räknas de 3 avrinningsområdena uppströms in blir den ackumulerade arean 25,03 kvadratkilometer. Vattendraget som avvattnar avrinningsområdet har biflödesordning 4, vilket innebär att vattnet flödar genom totalt 4 vattendrag innan det når havet efter 56 kilometer. Avrinningsområdet består mestadels av skog (57 procent), öppen mark (11 procent) och jordbruk (22 procent). Avrinningsområdet har 0,11 kvadratkilometer vattenytor vilket ger det en sjöprocent på 1,5 procent.